# Courcy (Calvados)
Courcy ist eine französische Gemeinde mit 137 Einwohnern (Stand: 1. Januar 2022) im Département Calvados in der Region Normandie. Sie gehört zum Arrondissement Caen und zum Kanton Falaise.

## Geografie
Courcy liegt etwa 17 Kilometer nordöstlich von Falaise. Umgeben wird die Gemeinde von: 
- Saint-Pierre-en-Auge mit Saint-Pierre-sur-Dives im Norden, Mittois im Nordosten, L’Oudon im Osten und Vaudeloges im Südosten,
- Louvagny im Süden,
- Vicques im Südwesten,
- Jort im Westen,
- Vendeuvre in nordwestlicher Richtung.

## Bevölkerungsentwicklung
| Jahr                              | 1793 | 1836 | 1876 | 1926 | 1946 | 1968 | 1990 | 2016 |
| Einwohner                         | 357  | 340  | 223  | 203  | 188  | 191  | 152  | 139  |
| Quellen: Cassini, EHESS und INSEE |      |      |      |      |      |      |      |      |

## Sehenswürdigkeiten

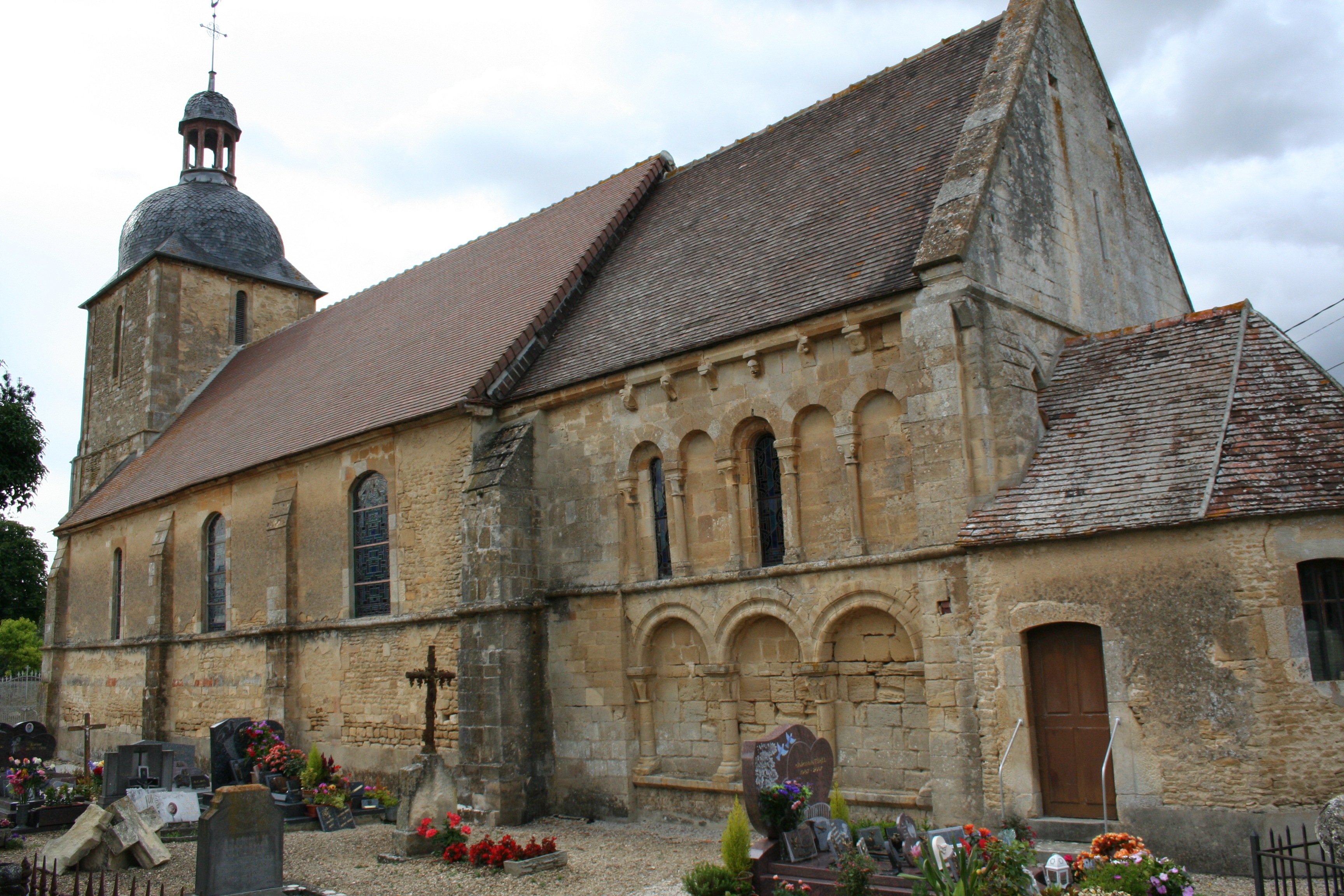
Kirche Saint-Gervais-Saint-Protais

- Kirche Saint-Gervais-Saint-Protais aus dem 12. und teilweise 18. Jahrhundert, Chor der Kirche als Monument historique klassifiziert